# Beetown
Beetown es un pueblo ubicado en el condado de Grant en el estado estadounidense de Wisconsin. En el Censo de 2010 tenía una población de 777 habitantes y una densidad poblacional de 6,2 personas por km².

## Geografía
Beetown se encuentra ubicado en las coordenadas 42°48′52″N 90°51′41″O / 42.81444, -90.86139. Según la Oficina del Censo de los Estados Unidos, Beetown tiene una superficie total de 125.27 km², de la cual 125.27 km² corresponden a tierra firme y (0%) 0 km² es agua.

## Demografía
Según el censo de 2010, había 777 personas residiendo en Beetown. La densidad de población era de 6,2 hab./km². De los 777 habitantes, Beetown estaba compuesto por el 98.33% blancos, el 0% eran afroamericanos, el 0.13% eran amerindios, el 0.51% eran asiáticos, el 0% eran isleños del Pacífico, el 0.51% eran de otras razas y el 0.51% pertenecían a dos o más razas. Del total de la población el 1.29% eran hispanos o latinos de cualquier raza.